# 新カナヅカヒの問題
『新カナヅカヒの問題』（しんかなづかいのもんだい）とは、坂口安吾による日本語の歴史的仮名遣いから現代かなづかいへの移行に関しての随筆である。

## 発表経過
1947年（昭和22年）11月1日、『風刺文学』（第一巻第五号）に掲載された。